# Andrea Šušnjara

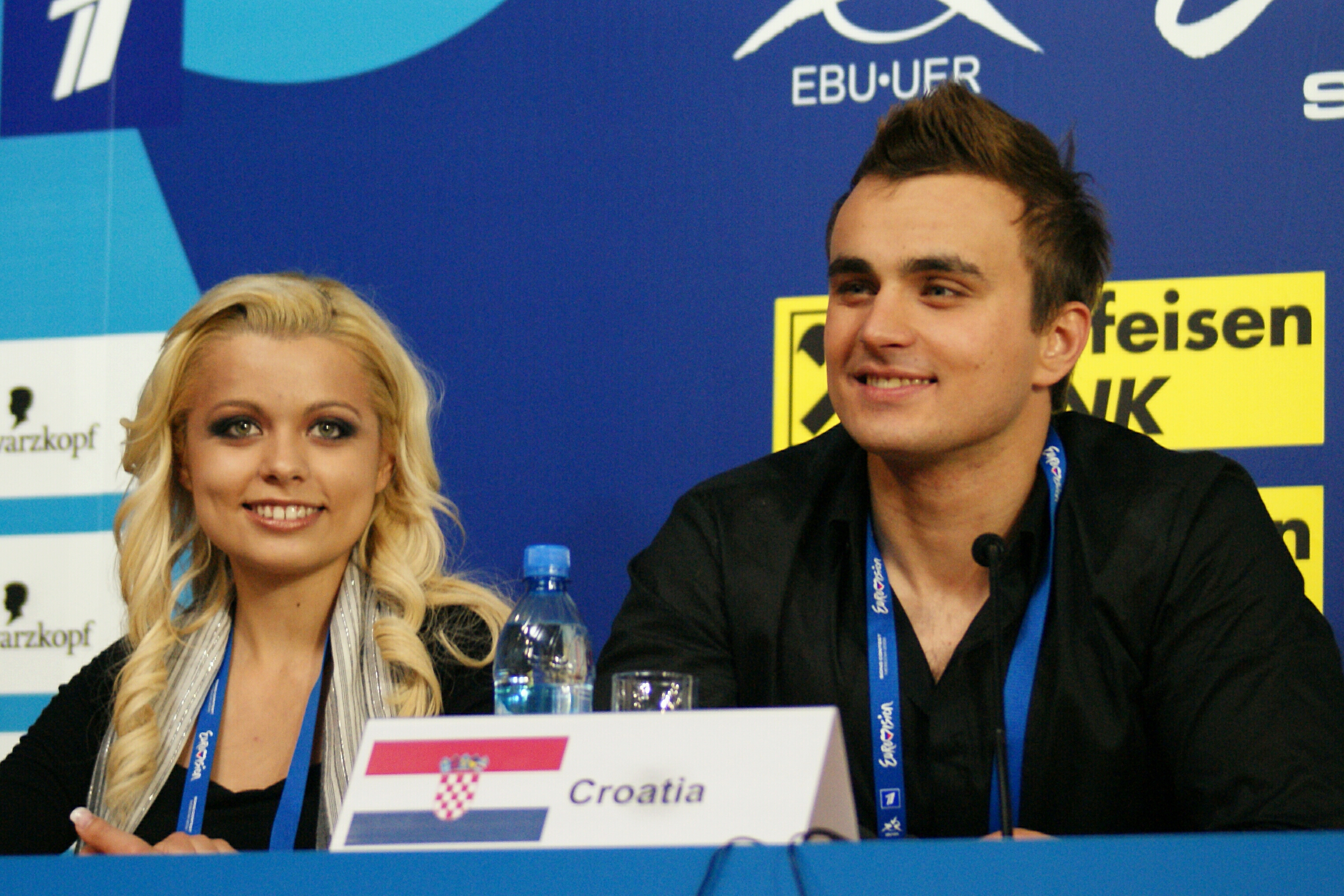
Andrea Šušnjara und Igor Cukrov

Andrea Šušnjara, besser bekannt als Andrea (* 26. Februar 1987 in Split, SR Kroatien, SFR Jugoslawien) ist eine kroatische Pop-Sängerin.
Gemeinsam mit Igor Cukrov vertrat sie Kroatien beim Eurovision Song Contest 2009 und erreichte im Finale den 18. Platz.

## Biografie
Andrea Šušnjara wurde 1987 in Split geboren. Bereits mit sechs Jahren nahm sie Klavierunterricht, später, mit dem Besuch eines Sprachgymnasiums, nahm die angehende Sängerin zudem Gesangsstunden. Im Alter von 17 Jahren wurde bei Šušnjara Krebs diagnostiziert. Diesen bekämpfte sie erfolgreich mit zahlreichen Chemotherapien. Zurzeit studiert sie Pädagogik in Split.

## Musikalische Laufbahn
2004 nahm Andrea an der Dora, dem kroatischen Vorentscheid für den Eurovision Song Contest, teil und wurde so erstmals einem breiteren Publikum bekannt. Dabei interpretierte die damals erst Siebzehnjährige den von Tonći Huljić, damals Mitglied der erfolgreichen kroatischen Band Magazin, komponierten Song Noah, mit dem sie beim Halbfinale den ersten Platz erreichte und im Finale nur knapp hinter Ivan Mikulić Zweite wurde. Im selben Jahr trat sie beim Split Festival mit dem Titel Kad zažmirim auf und erhielt eine Auszeichnung als beste Debütkünstlerin.
Ein Jahr später trat sie erneut bei der Dora auf, diesmal mit dem Titel Ljudi s mora, der ebenfalls von Huljić komponiert wurde. Andrea konnte wiederum das Finale erreichen und belegte diesmal den vierten Platz. Es folgten Featurings auf Alben bekannter Interpreten, wie zum Beispiel auf einem Album der australisch-britischen Band bond und der russischen Violinistin Ksenija.
Um ihren Schulabschluss zu absolvieren, zog sie die Sängerin kurze Zeit später aus dem Musikgeschäft zurück. Jedoch folgte sie dem Rat von Huljić, am Casting für die Suche nach der neuen Frontsängerin von Magazin teilzunehmen, nachdem Jelena Rozga diese verließ. Andrea konnte sich hierbei durchsetzen und bekam den Platz, musste diesen allerdings wieder räumen, nachdem der einige Jahre zuvor diagnostizierte Krebs und die Chemotherapien den gesundheitliche Zustand der Sängerin geschwächt hat.
2009 folgte die Anfrage von Huljić, Igor Cukrov bei seiner Darbietung von Lijepa Tena bei der Dora desselben Jahres zu unterstützen. Die Sängerin stimmte diesem zu, gewann mit Cukrov den kroatischen Vorentscheid und vertrat Kroatien somit beim Eurovision Song Contest 2009 in Moskau. Dabei erreichten die beiden Künstler mit 45 Punkten den 18. Platz.
Seit 2010 ist sie die Leadsängerin der Gruppe Magazin.